# Kazakstans damlandslag i handboll
Kazakstans damlandslag i handboll representerar Kazakstan i handboll på damsidan. Laget slutade på 18:e plats vid VM-turneringen 2007 och har blivit asiatiska mästare två gånger (2002 och 2010).